# Цимбал Сергій Юрійович
Сергій Юрійович Цимбал (нар. 20 червня 1963) — український футболіст, захисник та півзахисник. Після завершення кар'єри гравця — український футбольний арбітр. Арбітр ФІФА.

## Життєпис
У 1983 році дебютував у складі миколаївського «Суднобудівника». У 1987 році захищав кольори «Пахтакора».
У 1989 році тренер Валерій Журавко запросив Сергія в очаківський «Маяк». Разом з командою Цимбал пройшов шлях від чемпіонату області до другої ліги чемпіонату СРСР. У 1990 році в складі «Маяка» завоював Кубок Радянського Союзу серед виробничих колективів. На турнірі Сергій був основним гравцем, зіграв, в тому числі в фінальному матчі з «Металургом» (Алдан).
У 1991 році повернувся в «Суднобудівник», де 6 березня 1992 року в грі проти «Темпа» дебютував у вищій лізі чемпіонату України. Пізніше виступав у командах «Таврія» (Херсон) та «Титан» (Армянськ). У 1995 році підсилив «Поліграфтехніку». Дебютував у футболці олександрійського колективу 1 квітня 1995 року в програному (0:2) виїзному поєдинку 23-о туру Першої ліги проти хмельницького «Поділля». Сергій вийшов на поле в стартовому складі та відіграв увесь матч. У складі «поліграфів» у Першій лізі зіграв 19 матчів. У сезоні 1996/97 років виступав в аматорському колективі «Гідролізник» (Ольшанське).
Після завершення кар'єри гравця став футбольним арбітром.